# ルートヴィヒ2世 (東フランク王)
ルートヴィヒ2世（Ludwig II.、804年 - 876年8月28日）はカロリング朝初代東フランク王（在位：843年 - 876年）。ルートヴィヒ1世（敬虔王）の子。母はその最初の妃エルマンガルド・ド・エスベイ。ドイツ人王（der Deutsche）と称されている。

## 生涯
817年の「帝国整序令」において、ルートヴィヒはバイエルンの支配権を得た。父・敬虔王の死後、弟のシャルル2世（禿頭王）と手を結び、王国のすべての領土を手中に収めようとした兄ロタール1世に対抗、841年のフォントノワの戦い、842年のストラスブールの誓いを経て、843年のヴェルダン条約でライン川やアーレ川以東の地を獲得し、東フランク王国を築き上げた。これが、後のドイツの起源である。
869年、中部フランク王国のロタリンギア王で甥のロタール2世が死去したが、この時ルートヴィヒは全身麻痺の病のため動くことができず、同年シャルル2世がロタリンギア王として戴冠した。しかし翌870年、ルートヴィヒはロタリンギアに対する自らの相続権を主張し、シャルル2世とメルセン条約を結んでその遺領を分割併合することを決め、アーヘンおよびメッツを含むロタリンギア東部を獲得した。875年、ルートヴィヒは自らの死後の三子への遺領分割相続を定め、長男カールマンをバイエルンの、次男ルートヴィヒをフランケン、チューリンゲン、ザクセンの、三男カールをアレマニア（シュヴァーベン）の副王とした。翌876年、フランクフルトにて73歳で死去し、ロルシュ修道院に葬られた。遺領は875年の決定通り、三子が分割相続した。

## 子女
827年に、アルトドルフ伯ヴェルフの娘ヘンマ（エンマ）（? - 876年）（父ルートヴィヒ1世の二度目の王妃ユーディトの妹）と結婚、3男4女がいる。
- ヒルデガルド（828年 - 856年/859年）　マインのミュンスターシュヴァルツァヒ女子修道院長、チューリヒのフラウミュンスター女子修道院長
- カールマン（830年頃 - 880年）　東フランク王（バイエルン王）
- イルムガルド（エルメンガルド）（830年/833年 - 866年）　バイエルンのフラウエンキームゼー女子修道院長
- ルートヴィヒ3世（835年 - 882年）　東フランク王（ザクセン王）
- カール3世　（839年頃 - 888年）　東フランク王（アレマニア王）、のちフランク王、ローマ皇帝
- ベルタ（? - 877年）　マインのミュンスターシュヴァルツァヒ女子修道院長、チューリヒのフラウミュンスター女子修道院長
- ギーゼラ（840年 - 891年）　シュヴァーベン宮中伯ベルヒトルト1世と結婚、ドイツ王コンラート1世妃クニグンデの母